# شاید برای شما هم اتفاق بیفتد
شاید برای شما هم اتفاق بیفتد مجموعه‌ای تلویزیونی از نوع آنتولوژی به تهیه‌کنندگی اکبر تحویلیان و کارگردانی کارگردانان مختلف است و از شبکه پنج در سال‌های ۱۳۸۸ تا ۱۳۹۳ پخش می‌شد. این مجموعه تلویزیونی به صورت اپیزودیک است و طولانی‌ترین مجموعه تلویزیونی تاریخ صدا و سیما است و به مناسبت‌های گوناگونی همچون اعیاد مذهبی و ملی، ماه رمضان، ماه‌های محرم و صفر و جمعه شب‌ها از شبکه پنج پخش و باز پخش شده‌است.

## درباره سریال
هر قسمت از این مجموعه تلویزیونی موضوع متفاوتی دارد. «در این مجموعه سعی شده تا از داستان‌های واقعی که ممکن است برای هر یک از افراد جامعه اتفاق بیفتد، استفاده شود.»

## کارگردانان
راما قویدل، احمد معظمی، محمود معظمی، سید محسن یوسفی، نوید میهن دوست، رضا ابوفاضلی، داریوش یاری، امیر مسعود آقاباباییان، منصور وثوقی، محمدرضا اکبریو حسین فلاح کارگردانانی هستند که قسمت‌های این مجموعه تلویزیونی را ساخته‌اند.

## نویسندگان
فیلم‌نامه بیشتر اپیزودهای این مجموعه را محسن سرتیپی، طلا معتضدی، نازنین فرخلو، نیلوفر محلوجی، محمد محمود سلطانی، مصطفی زندی، مسعود کرمی، ندا نوبخت، بهار کاتوزی، حسین تراب‌نژاد و آرام چراغی نوشته‌اند.

## بازیگران
نام برخی از بازیگرانی که در اپیزودهای شاید برای شما هم اتفاق بیفتد بازی داشتند به شرح ذیل است:
- میترا حجار
- ایرج نوذری
- رضا یزدانی
- حدیثه تهرانی
- ابوالفضل همراه[۳]
- رسول سلیمیان
- امیر کاظمی
- کرامت رودساز
- حمید یزدانی ابیانه
- نرگس محمدی
- هیلا اکرانی
- شهرزاد کمال‌زاده
- پریناز ایزدیار
- سمیرا حسن‌پور
- سولماز غنی
- پویا امینی
- خشایار راد
- گیتی قاسمی
- عمار تفتی
- علی‌رام نورایی
- حسن اسدی
- شهرام عبدلی
- محمد زارعی
- پویا امینی
- امیرمحمد زند
- پندار اکبری
- افسانه ناصری
- اشکان خطیبی
- حدیث میرامینی
- عباس غزالی
- محسن افشانی
- سمانه پاکدل
- سحر قریشی
- مسعود چوبین
- رضا بنفشه‌خواه
- نبی الله پیرهادی
- هایده حائری
- کیانوش گرامی
- امیرحسین صدیق
- مانا پاک‌سرشت
- پرهام امینی
- احمد یارعلی
- معصومه بافنده
- شقایق نوروزی
- خاطره خاشعی
- لیلا موسوی
- رؤیا یوسفی
- نیلوفر شهیدی
- میلاد کی‌مرام
- حمیدرضا سنگیان
- بهار نوحیان
- روشنک گرامی
- وحید شیخ‌زاده
- سیدحسن حسینیان
- مجتبی رجبی معمار
- مجید واشقانی

## سری اول
سری اول این مجموعه در سال ۱۳۸۸ ساخته و در محرم ۱۳۸۸ پخش شد.
فهرست اپیزودها:
1. درنگ
2. مکافات
3. شب شکار
4. سقوط
5. زنگها
6. هیئت دار
7. زمانی دیگر
8. بازگشت
9. رشوه کارگشا
10. طیب و طاهر
11. ماه در مرداب
12. تا انتهای خواب
13. تو مشغول مردنت بودی
14. دونده
15. حباب
16. بی‌قراری
17. در تاریکی
18. مزاحم
19. مثل یک مرگ
20. شب علی‌اصغر
21. همسایه ات را مقدم بدار

## سری دوم
سری دوم این مجموعه به صورت ۹۰ قسمتی در سال ۱۳۸۹ ساخته و به تدریج به صورت هفتگی پخش شد.
فهرست اپیزودها:
- ده قسمت مخصوص محرم ۸۹:[۵]

1. همپای پیاده
2. دور و نزدیک
3. دعوت
4. همین نزدیکی‌ها
5. ورای زندگی معمول
6. افشای راز
7. هشدار
8. قرار عاشورا
9. انگار گفته بودی
10. همنوعت را دوست بدار

- سایر اپیزودها:

1. شاهد

## سری سوم
سری سوم این مجموعه در سال ۱۳۹۰ ساخته و در ماه رمضان پخش شد.

## سری چهارم
سری چهارم این مجموعه در ماه رمضان ۱۳۹۱ از شبکهٔ پنج سیما پخش شد.

## سری پنجم
سری پنجم این مجموعه در سال ۱۳۹۲ برای ماه رمضان ساخته و پخش آن از شبکه تهران انجام شد.

## سری ششم
سری ششم این مجموعه در سال ۱۳۹۳ برای ماه رمضان ساخته و پخش آن از شبکه تهران انجام شد.
فهرست اپیزودها:
1. آینه‌های رو به رو
2. برگشت‌ناپذیر
3. بزرگراه
4. به آهستگی
5. بهای ماندن
6. بیراهه
7. پیله
8. در میان جمع
9. گواهی عشق
10. میزان
11. فرار سرباز شایان

## سری هفتم
سری هفتم این مجموعه که پیش تولیدش در اواخر سال ۹۲ شروع شد و در نیمه دوم سال ۱۳۹۳ و در طول سال ۹۴ ساخته و پخش آن از شبکه تهران از مهرماه سال ۹۳ تا اوایل سال ۹۴ انجام شد.
فهرست اپیزودها (کامل نیست):
1. نیمه گم شده
2. چهره به چهره
3. قلب شکسته
4. ساختمان ایدئال
5. جایزه ای برای قدرت
6. حاجت
7. کور دل
8. زندگی شرافتمندانه
9. گودال
10. راز موفقیت
11. مقصر
12. ما همه مثل همیم
13. آبرو
14. چشمان بسته
15. یه دروغ کوچولو
16. لطفاً حلالم کن
17. مکث
18. مسافر مفلس
19. تولد دوباره
20. عاشق

## فهرست قسمت‌ها
با توجه به منابع موجود و اینکه علاوه بر پخش سری‌ها به صورت یک‌ماهه در محرم و رمضان برخی اپیزودها هم به صورت غیر مناسبتی ساخته شده‌اند و تعدد قسمت‌ها و در دست نبودن سال ساخت همه آنها، فهرست زیر برگرفته از سایت تلوبیون و شبکه تهران فهرست تقریباً کاملی از تمام قسمت‌های این مجموعه تلویزیونی و بازیگران اصلی آن است:
1. ساختمان ایدئال
2. زندگی دوباره
3. کلاف محبت
4. خواب صادق
5. آخرین پل
6. جبران
7. فقط چند روز
8. اتفاق خودش نمی‌افتد
9. دست شیطان
10. هنوز هستم
11. نیمه گمشده
12. چهره به چهره
13. جایزه ای برای قدرت
14. حاجت
15. کور دل
16. زندگی شرافتمندانه
17. گودال
18. راز موفقیت
19. مقصر
20. داوری
21. هستی و یغما
22. ما همه مثل همیم
23. آبرو
24. چشمان بسته (زندگی با چشمان بسته)
25. یه دروغ کوچولو
26. لطفاً حلالم کن
27. مکث
28. مسافر مفلس
29. تولد دوباره
30. عاشق
31. آینه‌های رو به رو
32. برگشت‌ناپذیر
33. بزرگراه
34. به آهستگی
35. بهای ماندن
36. بیراهه
37. پیله
38. در میان جمع
39. گواهی عاشق
40. میزان
41. فرار سرباز شایان
42. درنگ
43. مکافات
44. شب شکار
45. سقوط
46. زنگها
47. هیئت دار
48. زمانی دیگر
49. بازگشت
50. رشوه کارگشا
51. طیب و طاهر
52. ماه در مرداب
53. تا انتهای خواب
54. تو مشغول مردنت بودی
55. دونده
56. حباب
57. بی‌قراری
58. در تاریکی
59. مزاحم
60. مثل یک مرگ
61. شب علی‌اصغر
62. همسایه ات را مقدم بدار
63. گره بر باد
64. شانه‌هایی که دنیا را به دوش می‌کشند
65. نظر کرده
66. راه و بیراه
67. سایه‌ها
68. بی‌قراری
69. یه زندگی ساده
70. فقط چند روز
71. باغ انار
72. زنگها
73. در سراشیبی
74. غفلت
75. نقطه تلاقی
76. وسوسه پارکبان
77. سقوط
78. آخر خط
79. خاطرهٔ سپید
80. بعد از اولین گناه
81. نقطه صفر
82. شرطی برای زندگی
83. ندارها
84. بازمانده روز
85. در تاریکی
86. حلالم کن
87. انعکاس
88. جبران ناپذیر
89. توبه
90. ثلث شب
91. قرار عاشورا
92. در برابر چشم
93. حاجت
94. قلب شکسته
95. برج جهان
96. تغییر - و و و
97. مهلت یافتگان
98. گوشی همراه
99. فریب
100. راز
101. حرف مردم
102. بر بال باد
103. و نسیم می‌وزد
104. کپی برابر اصل
105. ماه در مرداب
106. بار کج
107. دور و نزدیک
108. برداشت دوم
109. مرخصی اجباری
110. بومرنگ
111. سرانجام
112. بهشت همین نزدیکی هاست
113. خود کرده را تدبیر نیست
114. آغاز تلخ
115. سه دقیقه تا زنده ماندن
116. بازی
117. همنوعت را دوست بدار
118. انگار گفته بودی
119. آن دسته از آدمها
120. سوگند
121. همپای یک پیاده
122. بعضی رؤیاها
123. برای زندگی معمول
124. حاج خانم
125. معامله پایاپای
126. دوباره نگاه کن
127. شوخی
128. پاپوش
129. برگ آخر
130. خواب گران
131. ازدواج آسان
132. تسویه حساب
133. بازتاب
134. بازیگر
135. غزلی که شیطان برای من سرود
136. قتل مکن
137. همین نزدیکی
138. دروغ
139. بهترین راه
140. سکوت
141. دنیای قشنگ
142. یک اشتباه
143. همیشه داماد
144. رهایی
145. پژواک
146. محدوده خطر
147. تقدیر
148. بعد از تو
149. آسان‌ترین راه
150. دوراهی
151. دور باطل
152. پیک عروس
153. پیش از سقوط
154. داستان واقعی
155. کسی ما را می‌بیند
156. داستانی دیگر
157. خوابگرد
158. حلوای نقد
159. کسی بین ما
160. نذر
161. طعم زندگی
162. با من باش
163. قلب مهربان
164. تیغ کهنه
165. نیمه پنهان
166. هشدار
167. سربازی
168. تنهایی
169. تهمت
170. شورش
171. در کنار هم
172. حقیقت
173. شلیک به خود
174. تنها برای یک شب
175. قول مردونه
176. چند لحظه خاموشی
177. تدبیر
178. شاهد
179. بینوایان
180. حقیقت
181. مسافر دو دنیا
182. برنده بازی
183. گنجشک‌های شاهد
184. نور در تاریکی
185. بعضی آرزوها
186. رؤیای تلخ
187. آخرین قدر
188. اتفاق خودش می‌افتد
189. اتفاق خودش نمی‌افتد
190. پیش از آنکه بدانی مرده‌ای
191. یک لقمه دروغ
192. آفتاب امید
193. فرصت دوباره
194. بیدار بخت
195. دعوت
196. همین نزدیکی‌ها
197. ورای زندگی معمولی
198. افشای راز
199. تجسس
200. مهمانی
201. قدم نو رسیده